# Adolf Schwarz (Schachspieler)

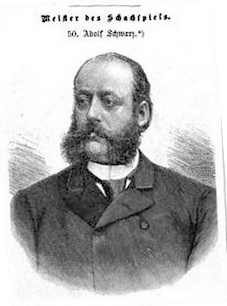
Adolf Schwarz

Adolf Schwarz (* 21. Oktober 1836 in Galszecs, Ungarn; † 25. Oktober 1910 in Wien) war ein österreich-ungarischer Schachmeister.

## Leben
Schwarz war Kaufmann und lebte ab 1872 in Wien und galt als einer der stärksten Schachspieler in Österreich.
Seine größten Erfolge waren der zweite Platz in Frankfurt am Main 1878 (hinter Louis Paulsen), Dritter beim 1. Kongress des Deutschen Schachbundes 1879 in Leipzig, den Berthold Englisch gewann, ein geteilter erster Platz in Wiesbaden 1880 (mit Joseph Henry Blackburne und Englisch) sowie der erste Platz in Graz 1880.
Er bestritt auch mehrere Zweikämpfe. So gewann er 1878 gegen Johannes Minckwitz (+3 =4 −2), 1880 gegen Szymon Winawer 3:1 und 1897 gegen Adolf Albin 2:1 (+2 =0 −1). 1879 verlor er gegen Louis Paulsen mit 2:5.
Seine beste historische Elo-Zahl betrug 2657. Diese erreichte er im Mai 1882, er lag damals auf dem dritten Platz der Weltrangliste.